# Záblatí (Dříteň)
Záblatí je vesnice, část obce Dříteň v okrese České Budějovice v Jihočeském kraji. Nachází se asi 4,5 kilometru západně od Dřítně. Je zde evidováno 60 adres. V roce 2011 zde trvale žilo 125 obyvatel.
Záblatí je také název katastrálního území o rozloze 18,86 km². V katastrálním území Záblatí leží i Radomilice, Strachovice a Záblatíčko.

## Historie
První písemná zmínka o vesnici pochází z roku 1336.
Dne 10. června 1619 byla o Záblatí svedena bitva, jedno z klíčových střetnutí úvodní fáze třicetileté války. Vojsko českých stavů, vedené Petrem Arnoštem Mansfeldem, v ní bylo poraženo císařským vojskem, kterému velel Karel Bonaventura Buquoy.

## Obyvatelstvo
| Rok            | 1869 | 1880 | 1890 | 1900 | 1910 | 1921 | 1930 | 1950 | 1961 | 1970 | 1980 | 1991 | 2001 | 2011 | 2021 |
| -------------- | ---- | ---- | ---- | ---- | ---- | ---- | ---- | ---- | ---- | ---- | ---- | ---- | ---- | ---- | ---- |
| Počet obyvatel | 337  | 341  | 351  | 339  | 331  | 326  | 327  | 218  | 198  | 180  | 170  | 127  | 115  | 125  | 104  |
| Počet domů     | 45   | 50   | 50   | 50   | 56   | 52   | 54   | 62   | 56   | 50   | 44   | 37   | 55   | 58   | 57   |

## Obecní správa
Při sčítání lidu v letech 1850–1976 Záblatí bylo samostatnou obcí, se kterým patřilo nejprve do okresu Budějovice, ale v letech 1880–1930 v okrese Písek, posléze v roce 1950 v okrese Vodňany a od roku 1960 opět v okrese České Budějovice. Od 1. dubna 1976 je částí obce Dříteň v okrese České Budějovice. V letech 1850–1913 a od 1. ledna 1963 do 31. března 1976 k obci patřilo Záblatíčko a Od 1. ledna 1963 do 31. března 1976 k obci patřily Radomilice a Strachovice.

## Pamětihodnosti
- Stavení čp. 20 vyhlášené kulturní památkou
- Boží muka severně od vesnice na křižovatce cest do Strachovic a Bílé Hůrky
- Kaple na návsi